# Maurizio Frusoni
Maurizio Frusoni (Firenze, 22 settembre 1941 – Trevignano Romano, 6 marzo 2000) è stato un tenore italiano.

## Biografia
Si dedicò subito ad una carriera scientifica, laureandosi in fisica nucleare all'Università di Firenze. Intanto, frequentando il coro della chiesa di Sant'Ambrogio sempre a Firenze col Maestro del coro Mons. Bartoletti, prese in considerazione l'idea di deviare la sua vena scientifica in quella artistica.
Decise allora di frequentare il Conservatorio Cherubini di Firenze col Maestro Flaminio Contini, fino a quando ebbe l'opportunità di frequentare casa Del Monaco. Qui incontrò il Maestro Marcello Del Monaco, che lo formò nella sua tecnica.
Frusoni debuttò in un'opera nel 1970 a Siena, ne "Il Matrimonio" di Modest Petrovič Musorgskij, in quanto vincitore dell'anno '69 dell'Accademia Musicale Chigiana. Il suo vero debutto però avvenne nel 1972, quando a Firenze fu chiamato ad impersonare Mario Cavaradossi nella "Tosca" di Giacomo Puccini all'allora Teatro Comunale di Firenze al fianco della Virginia Zeani.
Da quel momento interpretò i più importanti e prestigiosi ruoli in tutti i teatri italiani, in un repertorio che comprende più di 80 opere, tutte nel ruolo di protagonista. Fra queste, è interessante ricordare: Parma, Teatro Regio, dove vinse il premio "Verdi d'oro" in Aida di Giuseppe Verdi; Verona, dove nei ruoli di Radames, Don Carlo, Des Grieux e Cavaradossi ebbe un indiscusso successo, o ancora a Milano, Teatro alla Scala quando nel 1993, sotto la direzione di Riccardo Muti, interpretò il ruolo di Canio ne I Pagliacci.
La sua notorietà lo portò non solo in Europa, ma in tutto il mondo: New York, dove debuttò in Aida (Verdi) al Metropolitan; allo Staatsoper di Vienna dove fece il suo debutto in Madama Butterfly; Chicago, dove per la prima volta apparì come Don Josè nella Carmen di Georges Bizet; Berlino, Amburgo, Parigi, Toronto, Buenos Aires, San Paolo, Pretoria, Seul, Tokyo, Amsterdam, Londra, Barcellona, Zurigo, Bogotà, ecc.
La sua discografia include: "Edmea" (Catalani), "Le Villi" (Puccini), "Leonora" (Paer), "Messa di requiem" (Verdi), "Il trovatore" (registrato ed edito dalla Naxos Records) (Verdi), "Aida" (Verdi), "Guglielmo Ratcliff" (Mascagni), "La Lupa" (Tutino), "La visita meravigliosa" (Rota), "Messa per Coro, Soli e Orchestra" (Catalani), "I Compagnacci" (Riccitelli).